# محل اقتراع

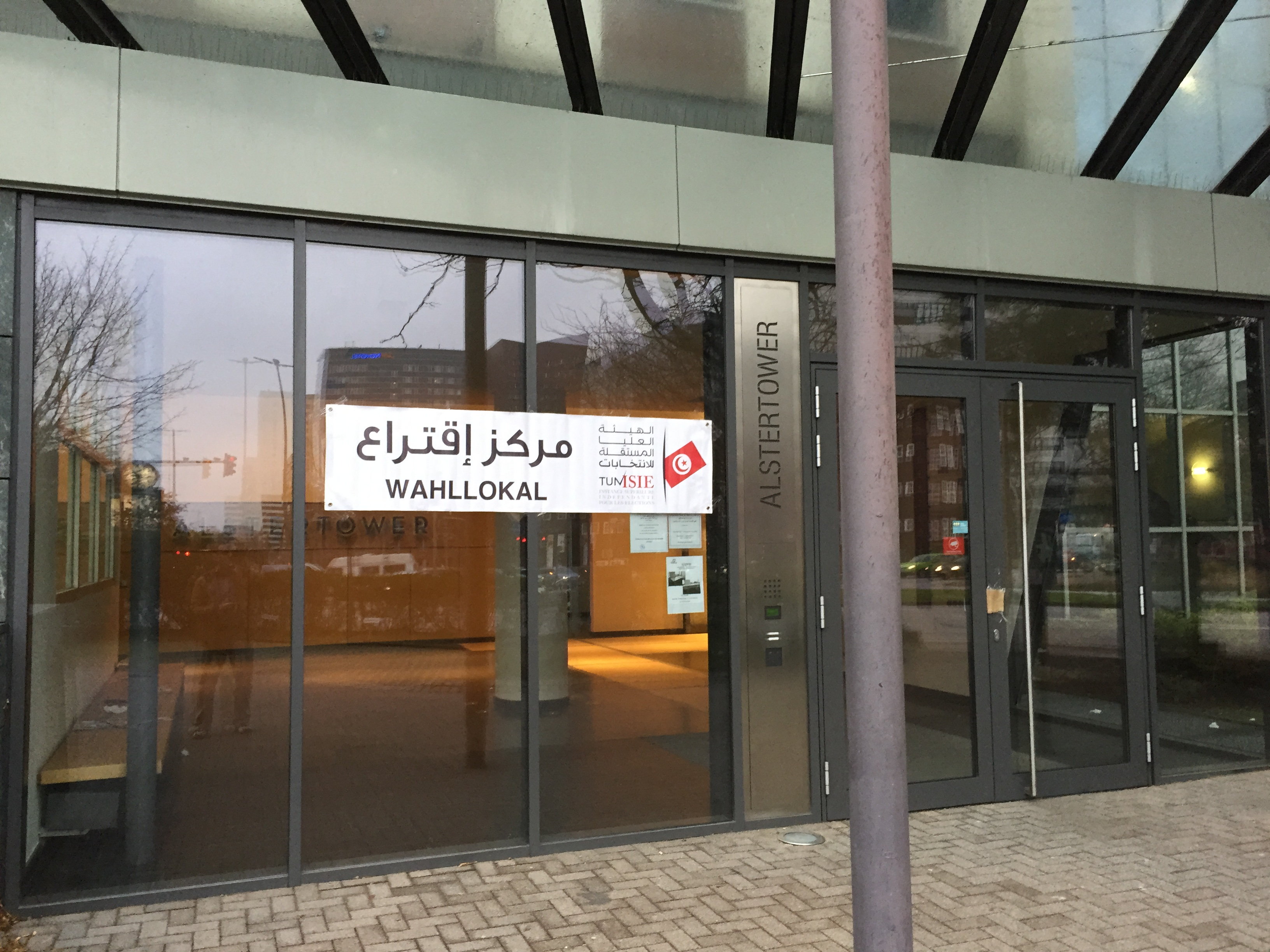
مكتب اقتراع بقنصلية الجمهورية التونسية بهامبورغ (ألمانيا) أثناء الانتخابات الرئاسية التونسية 2014

محل الاقتراع أو مكتب الاقتراع أو مركز اقتراع كما يطلق عليها في الانتخابات الحكومية وهي المواقع التي يدلي فيها المصوتون بآرائهم. لمحل الاقتراع أو لجنة الانتخابات شروط يجب أن تستوفيها للحفاظ على نزاهة الانتخابات وهي توفير الخصوصية للمصوت والحفاظ على سرية التصويت وأيضا سهولة الوصول وأن يكون المحل معروفا وعاما ما أمكن. وعادة ما توضع اللجان الانتخابية داخل المدارس أو الملاعب أو المقرات الحكومية. ويداوم في اللجنة الانتخابية بضعة أشخاص يعرفون باسم قضاة الإنتخابات الذين يراقبون السيرورة الانتخابية ويساعدون المصوتين في معرفة إجراءات الإدلاء بالصوت.

## صور

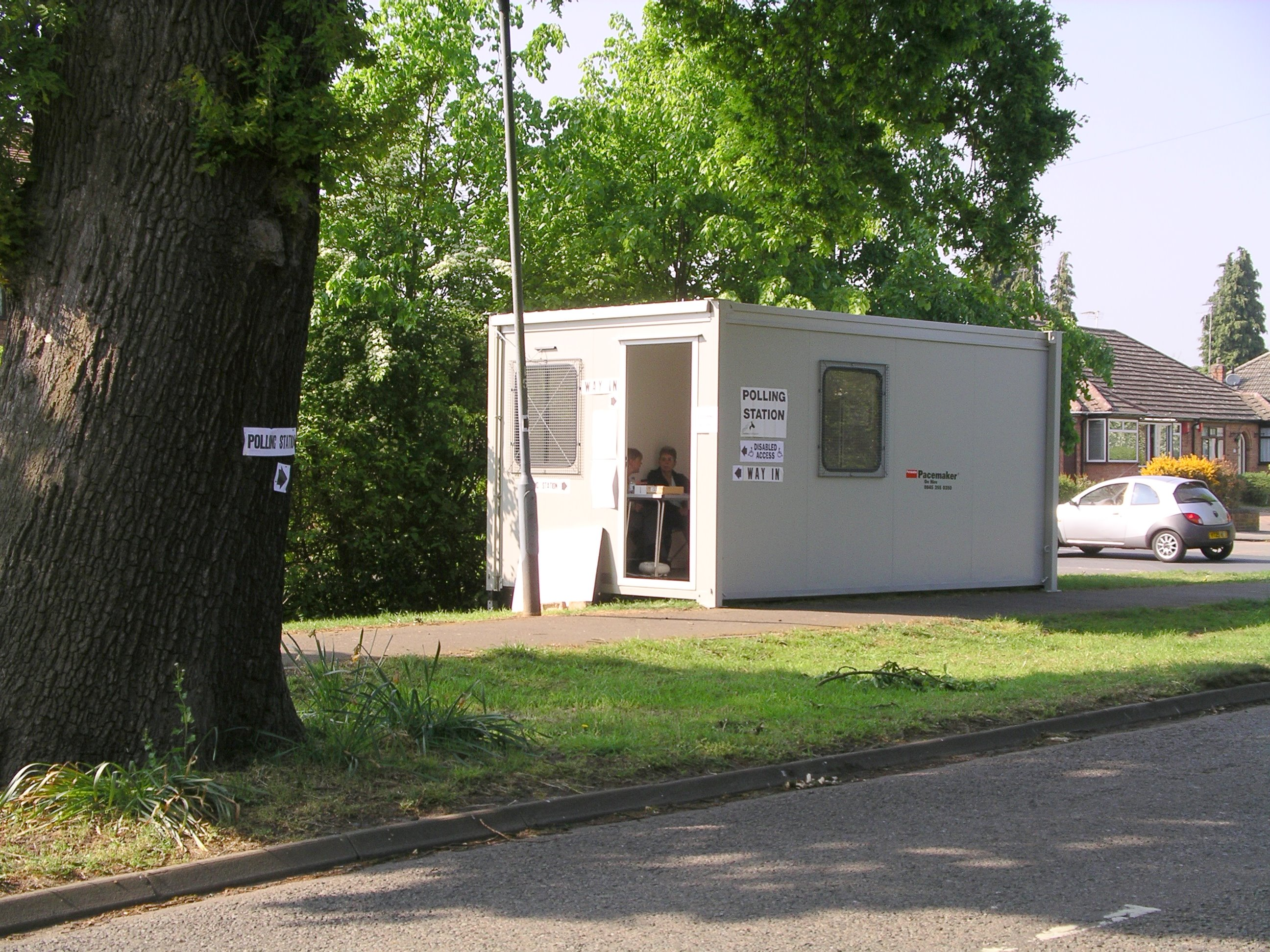
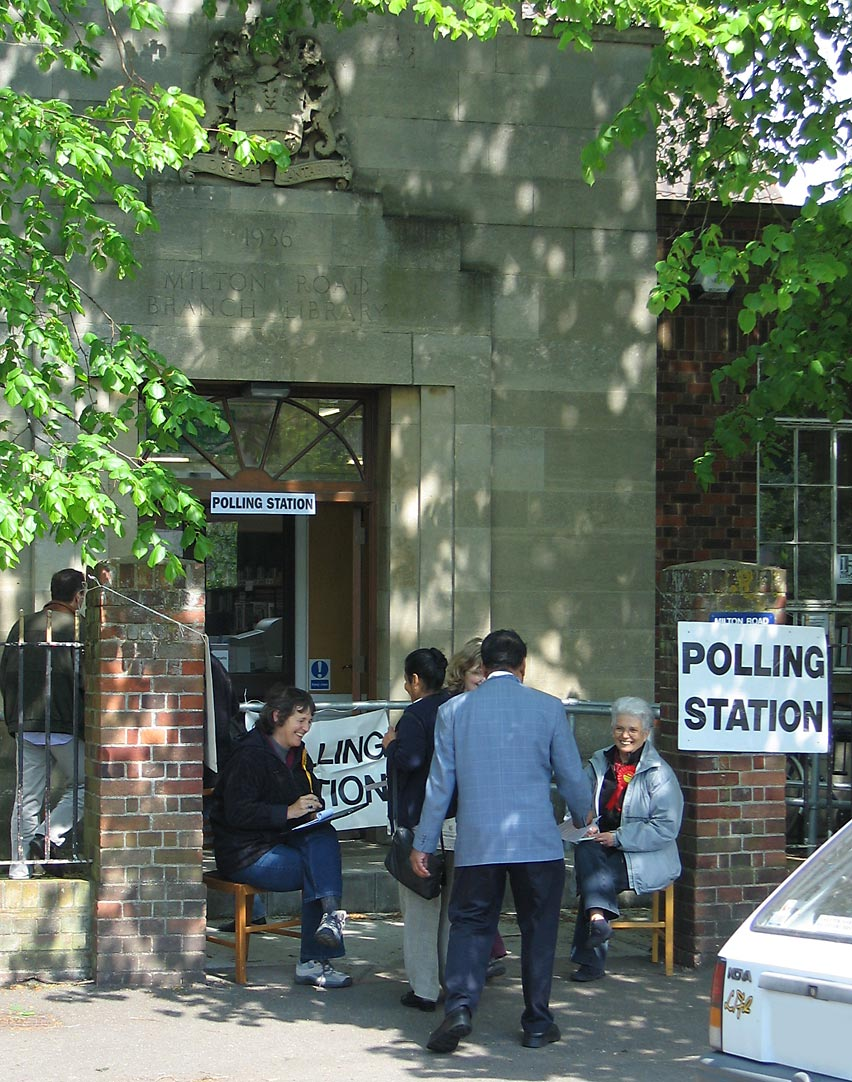
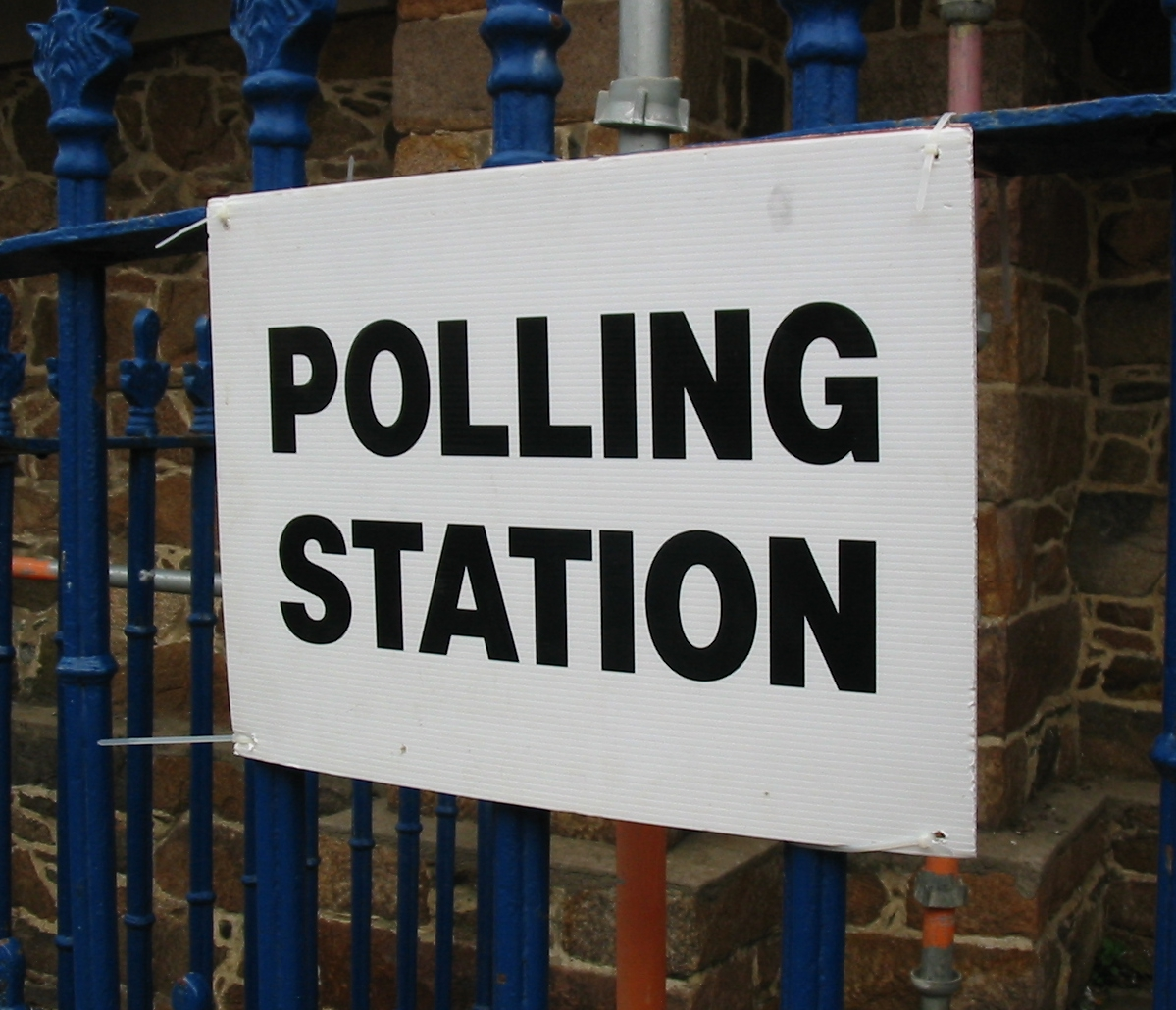
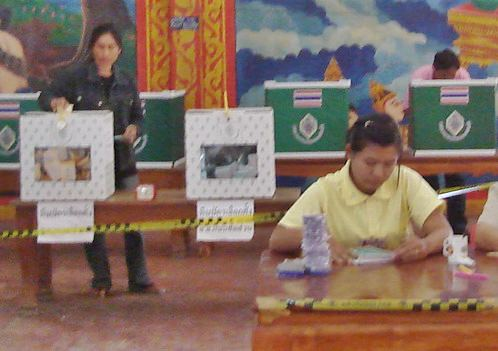
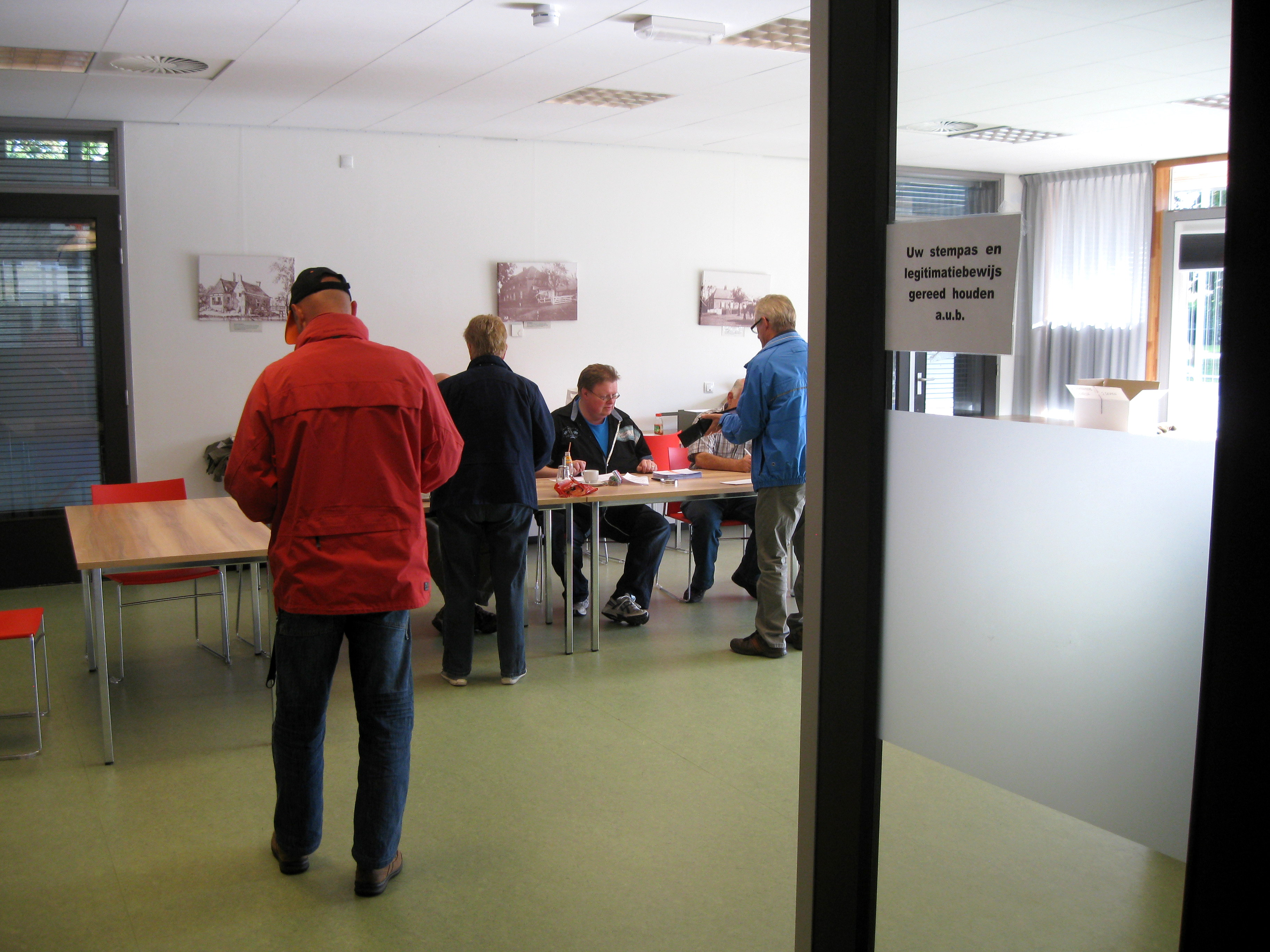